# 弓館小鰐

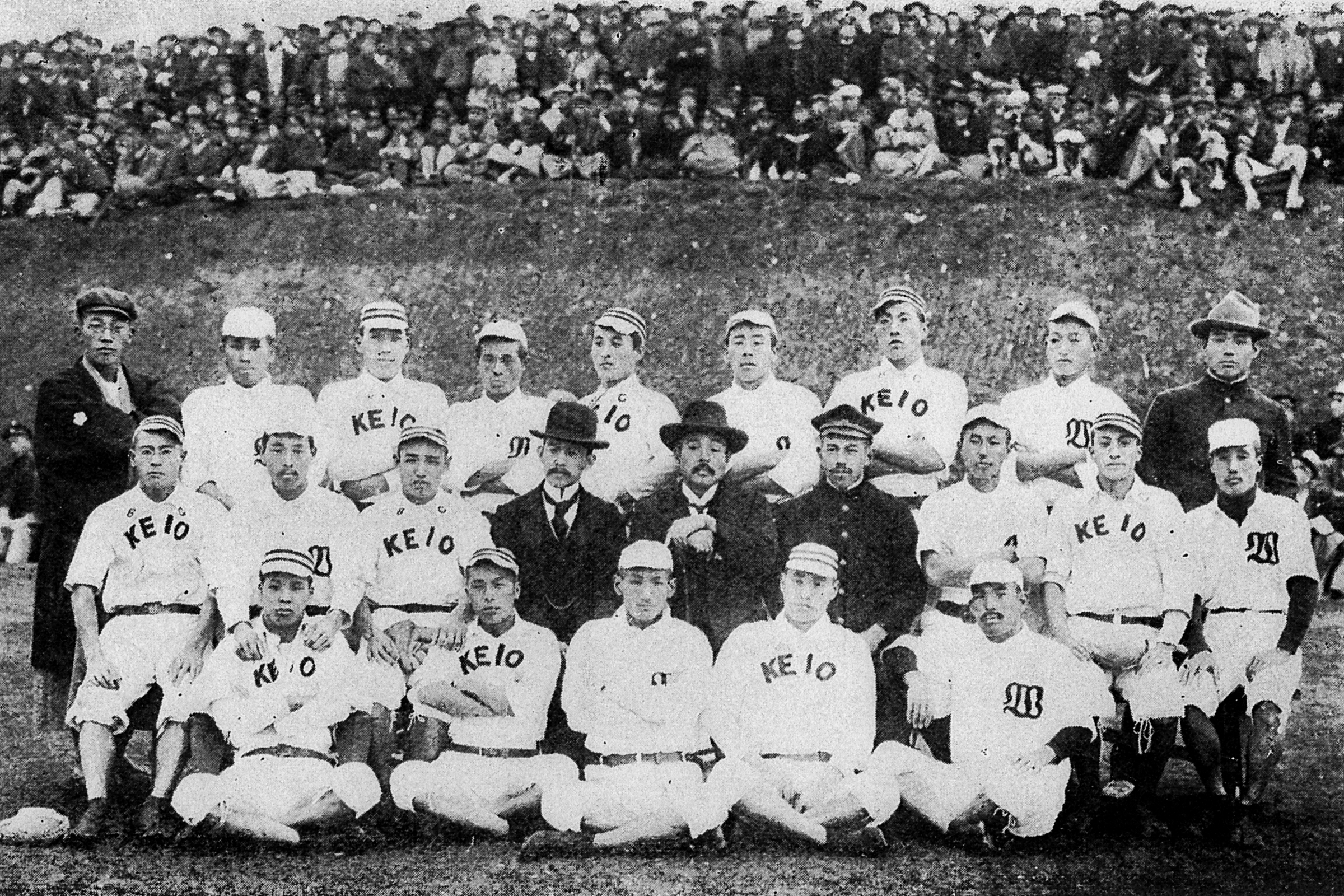
早慶両チームの記念写真（1904年秋、後列左端が弓館小鰐）

弓館 小鰐（ゆだて しょうがく、1883年（明治16年）9月28日 - 1958年（昭和33年）8月1日）は日本の新聞記者、随筆家。毎日新聞で記者として活動した他、『西遊記』などの翻訳でも活動した。本名は芳夫（よしお）。本名での活動も多い。
ペンネームは、中学生時代に背が低かったことから「小学生」と呼ばれていたことによる。小鰐生、小鰐狂生、小鰐坊という名義も稀に使用した。

## 経歴
岩手県西磐井郡一関町（現・一関市）出身。1896年（明治29年）、岩手尋常中学（現・岩手県立盛岡第一高校）に入学。同学年には言語学者の金田一京助、作家の野村胡堂、政治家の田子一民がおり、2年下の後輩に歌人の石川啄木がいた。
1901年（明治34年）、東京専門学校（現・早稲田大学）の高等予科に入学。本格的に創部したばかりの野球部に入部し、マネージャー兼選手となる。
1905年（明治38年）、萬朝報の記者となり、1918年（大正7年）には東京日日新聞（現・毎日新聞）に移る。定年までの間に論説委員、運動・校正・写真の各部長などを歴任し、定年後は編集局顧問に就いた。1919年（大正8年）には、日本最古のテニストーナメントである「東京オールドボーイズ庭球大会」（現・毎日テニス選手権（毎トー））の開催を実現させている。また、この間、記者としての活動のかたわらでスポーツ評論によく筆をとった他、エッセイ、中国古典文学の翻訳などでも活動をした。
1937年よりはじまった日中戦争においては戦地の取材にも赴き、同窓で第五師団長を務めていた板垣征四郎、支那派遣艦隊司令長官を務めていた及川古志郎と再会している。
1958年（昭和33年）8月1日、老衰のため自宅で死去。享年74歳。

## 評価
名文家と評されることがしばしばであり、特に『西遊記』などの翻訳の評価は高い。横田順彌は「『西遊記』など、何種類読んでいるか見当もつかないぐらいだが、いまだに、この弓館訳の右に出る訳に出会わない」と評している。また、筒井康隆は『西遊記』を「この本、もし古本屋で見つけたかたは絶対にお買いなさいね。損はしません。スマートなギャグはまことに秀逸」と評し、「仕事がらみの本を除いたオール・タイム・ベスト」の一つに選んでいる。高島俊男は、『水滸伝』について「弓館小鰐は軽快なスポーツ記事が得意であった（中略）随所に筆者のアドリブが入る陽気な文章である」と評している。

## 著作

### 著書

#### 単著
- 『大正蛮骨伝』近藤浩一路画、南人社〈南人文庫 第3編〉、1917年5月。NDLJP:904855。
- 『スポーツ人国記』ポプラ書房、1934年6月。NDLJP:1234164。
- 『ニヤニヤ交友帖』六興出版社、1954年1月。NDLJP:2932463。
- 『名選手物語』毎日新聞社、1956年6月。NDLJP:1623330。

#### 翻訳
- 『西遊記』改造社〈世界大衆文学全集 第67巻〉、1931年2月。NDLJP:1174963。

なお、『西遊記』における猪八戒を「ブタ」だと正確に訳した初めての人物である。それまでは「イノシシ」と誤訳されていた。
- 『西遊記』第一書房、1939年8月。NDLJP:1685397。
- 『水滸伝』第一書房、1940年3月。
- 『三国志』第一書房、1941年11月。
- 『新訳 西遊記』 上巻、鴨下晁湖画、第二書房、1949年3月。NDLJP:1704312 NDLJP:1136090。
- 『新訳 西遊記』 下巻、鴨下晁湖画、第二書房、1949年5月。NDLJP:1704774。
- 『水滸伝』大日本雄弁会講談社、1949年5月。
- 『絵本西遊記』 上、水島爾保布絵、トッパン、1950年。NDLJP:1168797。
- 『絵本西遊記』 中、水島爾保布絵、トッパン、1950年。NDLJP:1168807。
- 『絵本西遊記』 下、水島爾保布絵、トッパン、1950年。NDLJP:1168818。

### 論文
- 「国会野次馬紳士録」『文藝春秋』第28巻第8号、文藝春秋、1950年6月、157-163頁、NAID 40003427389。
- 「日本野球創生期の豪傑達」『文藝春秋』第28巻第16号、文藝春秋、1950年12月、214-223頁、NAID 40003427108。
- 「青春の三木武吉」『文藝春秋』第33巻第12号、文藝春秋、1955年6月、160-165頁、NAID 40003425142。